# Romanticismo russo nella pittura
Il romanticismo russo nella pittura è l'espressione in Russia del movimento culturale romantico che è apparso in Germania e in Inghilterra alla fine del XVIII secolo. 

## Caratteristiche
Questo romanticismo in Russia è particolarmente singolare in quanto ruota, soprattutto nel campo della pittura, intorno alla città di Roma e durante il suo sviluppo è rimasto fuori dai confini russi. A quel tempo, Roma tendeva a sostituire Parigi come capitale dell'arte russa. La capitale italiana sembrava più riparata dalle rivoluzioni e meno preoccupata per gli zar autocratici che mandarono in questa città i loro pensionanti. Nel diciottesimo e diciannovesimo secolo era denominato "pensionante" lo studente che completava gli insegnamenti dell'Accademia delle Belle Arti della Russia Imperiale e otteneva il diritto a un aiuto economico (pensione) che gli permettesse di completare la sua formazione (generalmente all'estero). Roma divenne quindi la seconda patria di molti artisti russi: Orest Kiprenskij (morto a Roma nel 1836), Sil'vestr Ščedrin (morto a Sorrento nel 1830), Karl Brjullov (morto a Roma nel 1852), Aleksandr Ivanov che risiedette a Roma per 28 anni dal 1831 al 1858, Fiodor Matveïev (morto in Italia nel 1826). Questi pittori russi incontrarono in Italia i pittori tedeschi del movimento nazareno, anch'essi legati al romanticismo e che si stabilirono a Roma dal 1810. Un altro gruppo di pittori di paesaggi riuniti nella Scuola di Posillipo, e dove si trovarono pittori russi tra i quali Sil'vestr Ščedrin, affonderanno profonde radici del romanticismo in Russia, in particolare nei suoi aspetti neoclassici. Nel 1846, il poeta ed esteta Nestor Kukol'nik affermò che la pittura russa era praticamente diventata un'estensione della scuola italiana . Entrambi i gruppi di pittori russi e tedeschi erano anche interessati a modelle italiane in voga all'epoca e famosi per la loro bellezza, come Vittoria Caldoni.

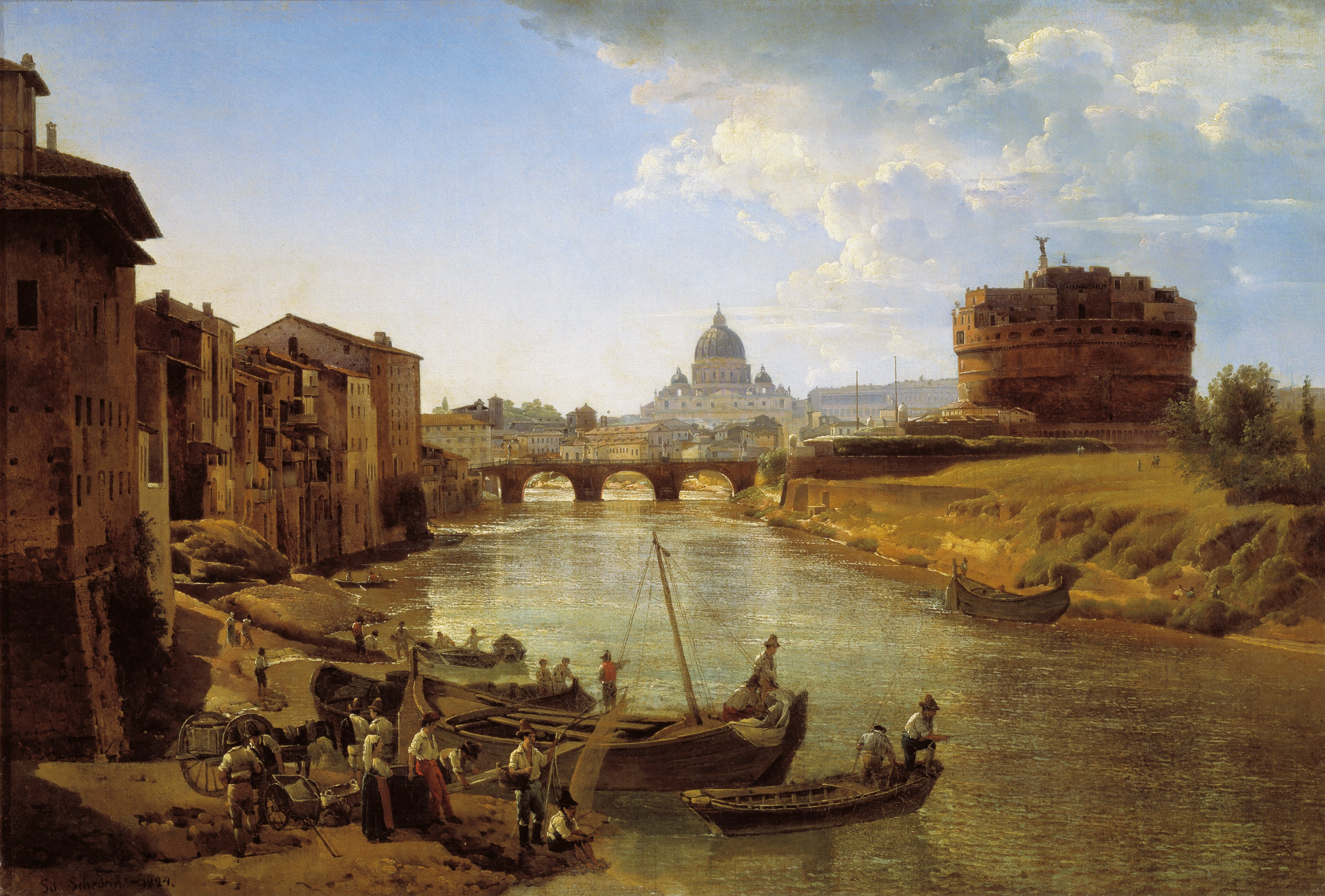
Sil'vestr Ščedrin, NuovacRoma. Castel Sant'Angelo (1821-1825)
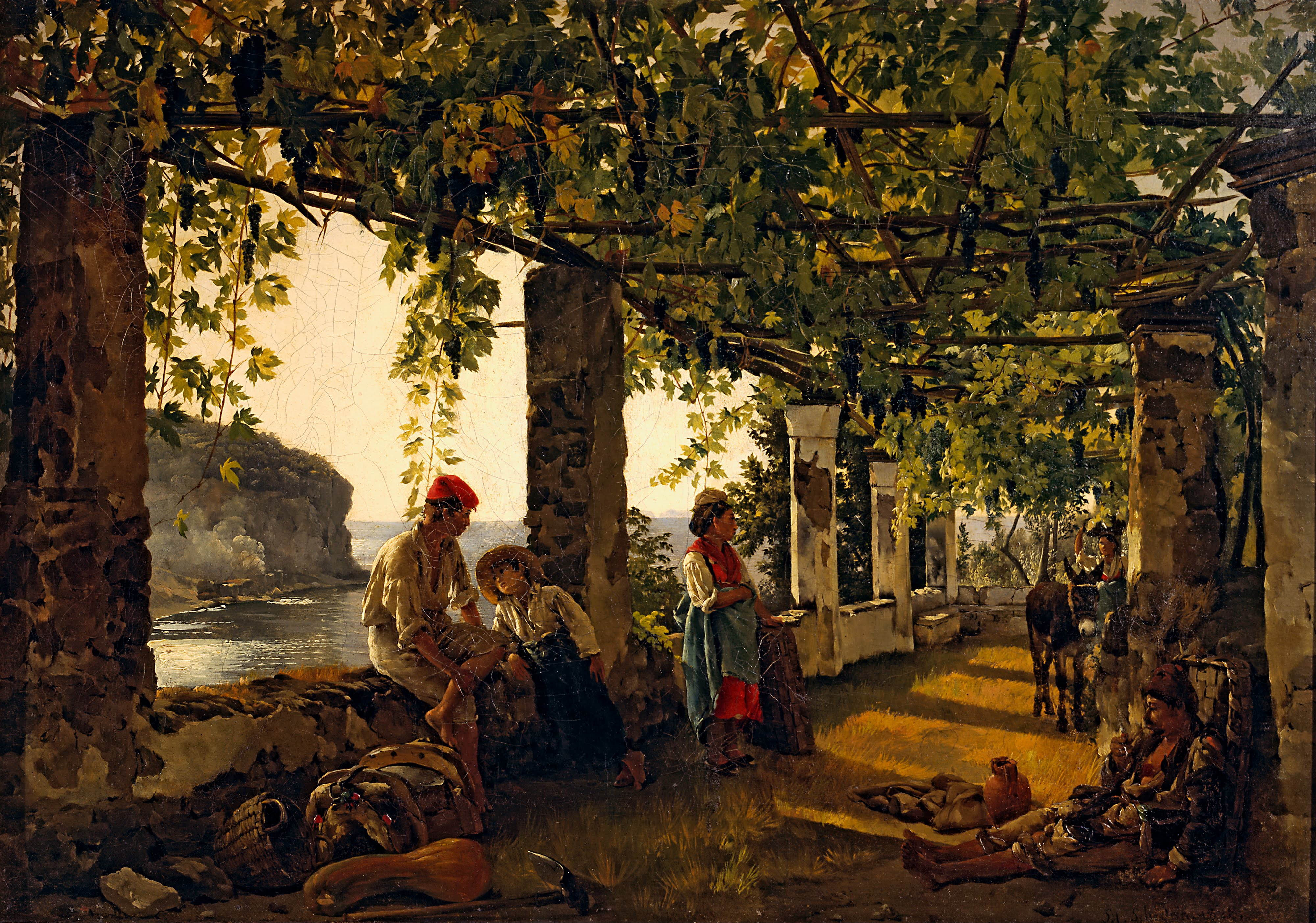
Sil'vestr Ščedrin, Terrazza in riva al mare (1828)

## Ritratto
All'inizio del XIX secolo, l'influenza del romanticismo inizia a farsi sentire in Russia nella ritrattistica. I pittori si esprimono più liberamente e si sviluppa il genere dell'autoritratto. Il romanticismo enfatizza l'individuo e lo strumento dell'autoritratto e quindi dell'introspezione, gli si adattav perfettamente. Concentrandosi sul viso, per focalizzare l'attenzione su di esso, viene posta meno enfasi sull'abbigliamento. I fondali sono sempre più neutrali per gli stessi motivi  . Il ritrattista Vladimir Borovikovskij fu, secondo René Huyghe, uno dei pittori che hanno annunciato il romanticismo nella pittura russa  . Orest Kiprenskij  fu un altro grande ritrattista all'interno del movimento romantico. 

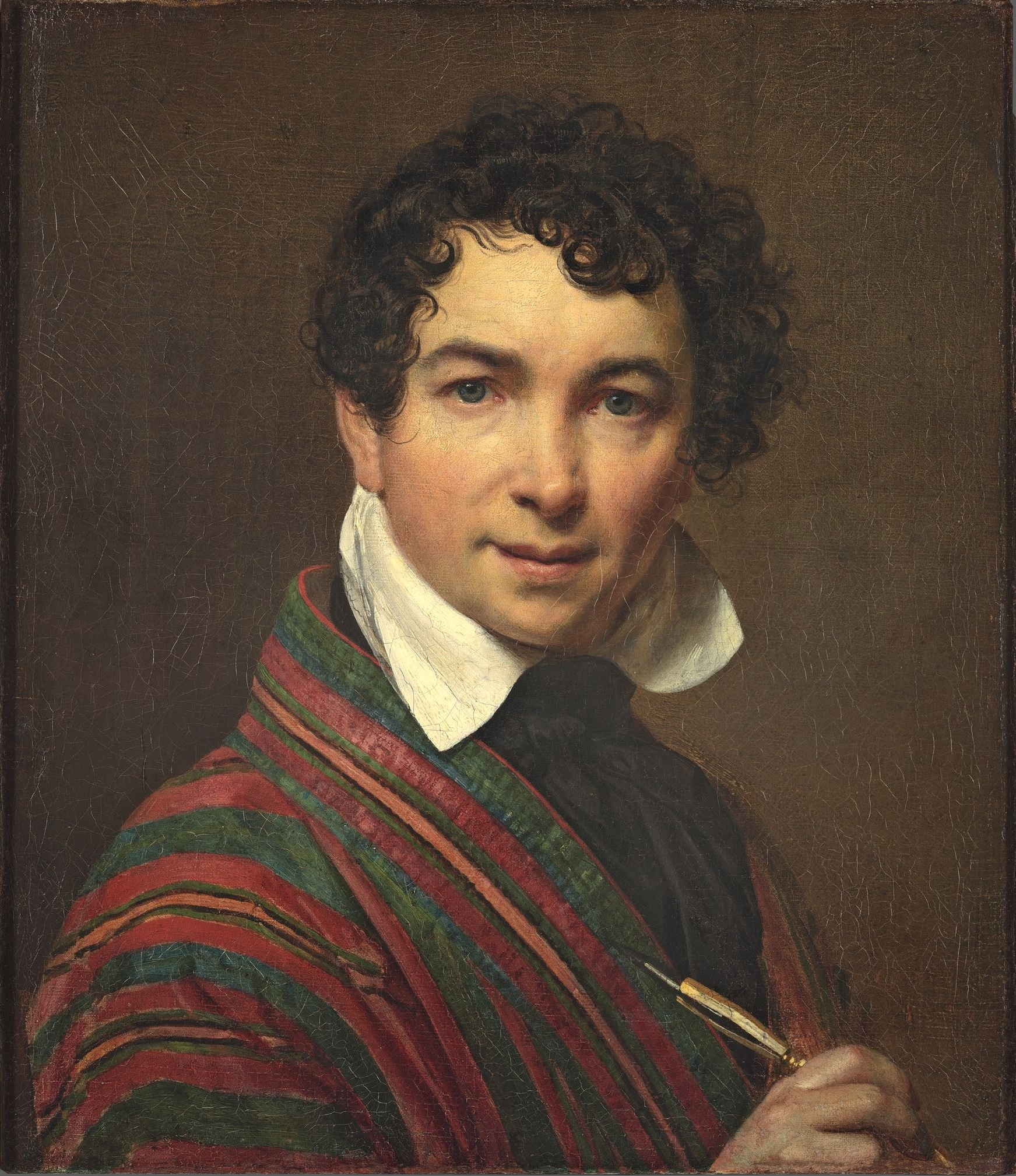
Orest Kiprenskij, autoritratto (1828)
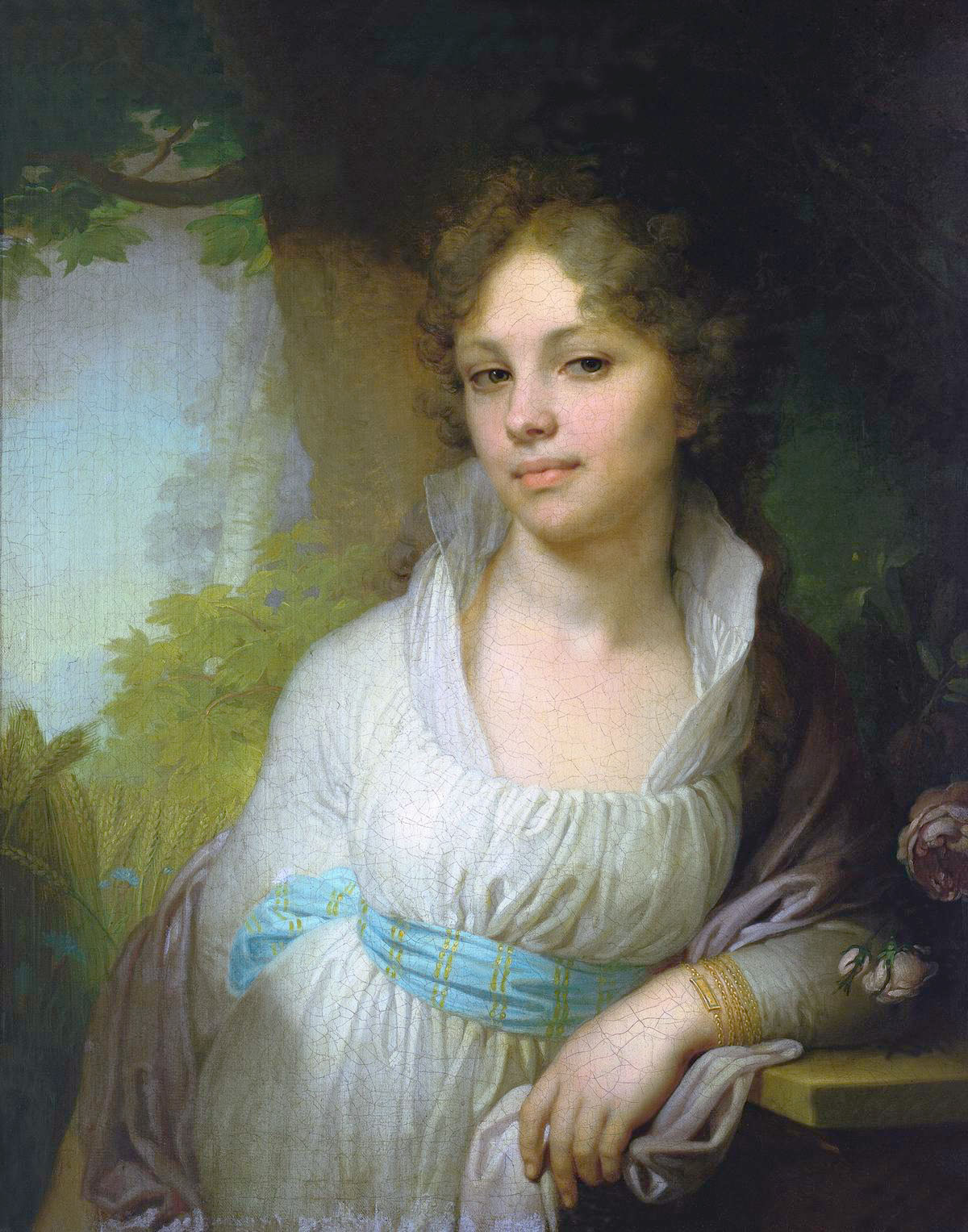
Vladimir Borovikovskij, Ritratto di Marija Lopuchina, (1797)

## Pittura di genere
Il dominio artistico che riflette il vero temperamento russo è la pittura di genere, di cui Aleksej Venecianov fu, sempre secondo René Huyghe, il miglior rappresentante  nel periodo romantico. 

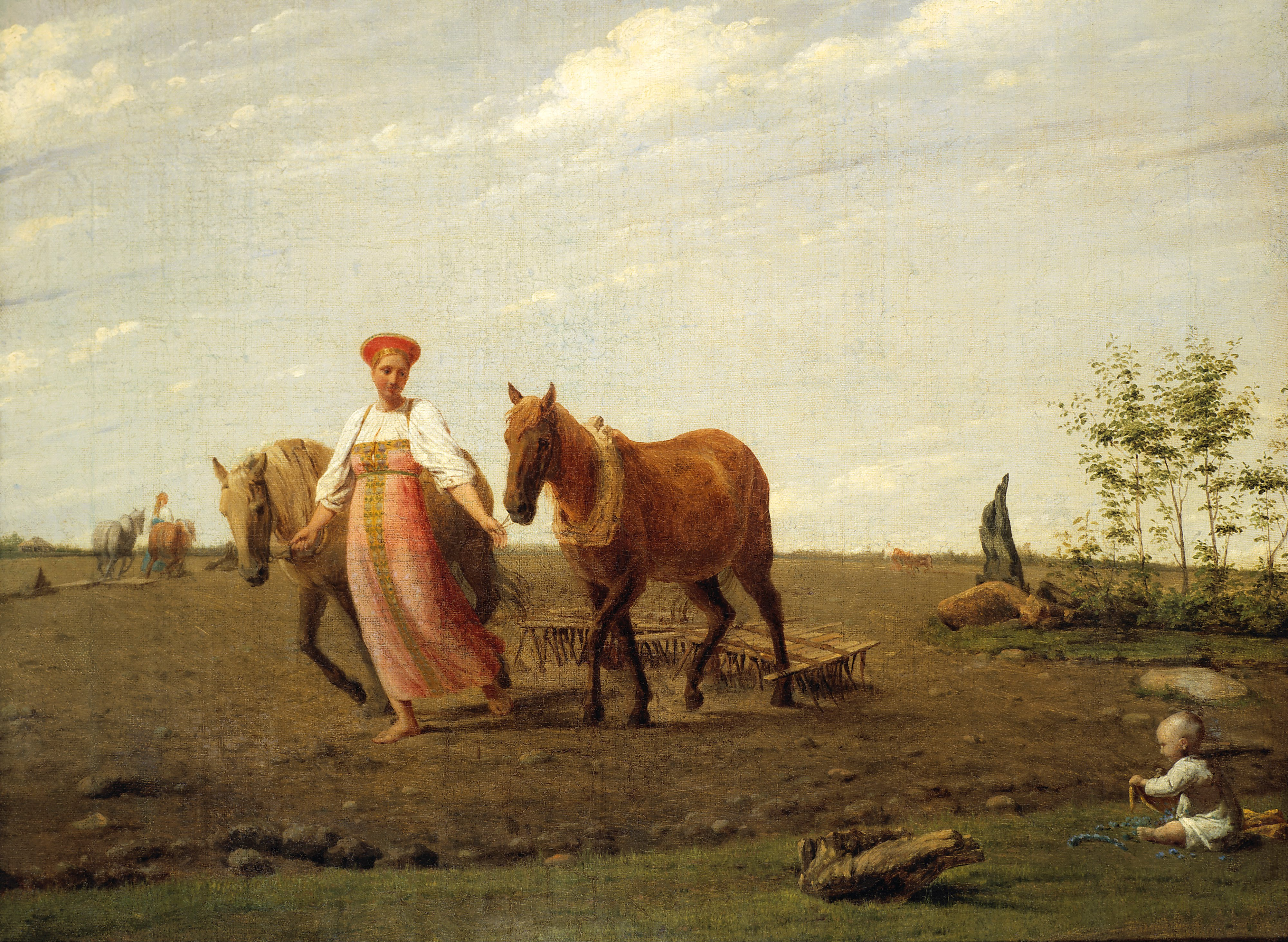
Aleksej Venecianov, Aratura in primavera (1820)

## Paesaggio
Il pittore russo di origine armena Ivan Ajvazovskij fu uno dei più popolari e prolifici del suo tempo. Uno dei dipinti più famosi è quello della nona onda. L'opera porta il segno del romanticismo russo: il potere della natura è reso dal cielo e dal mare in movimento. In primo piano, i sopravvissuti di un naufragio personificano il destino e le paure degli uomini  . 

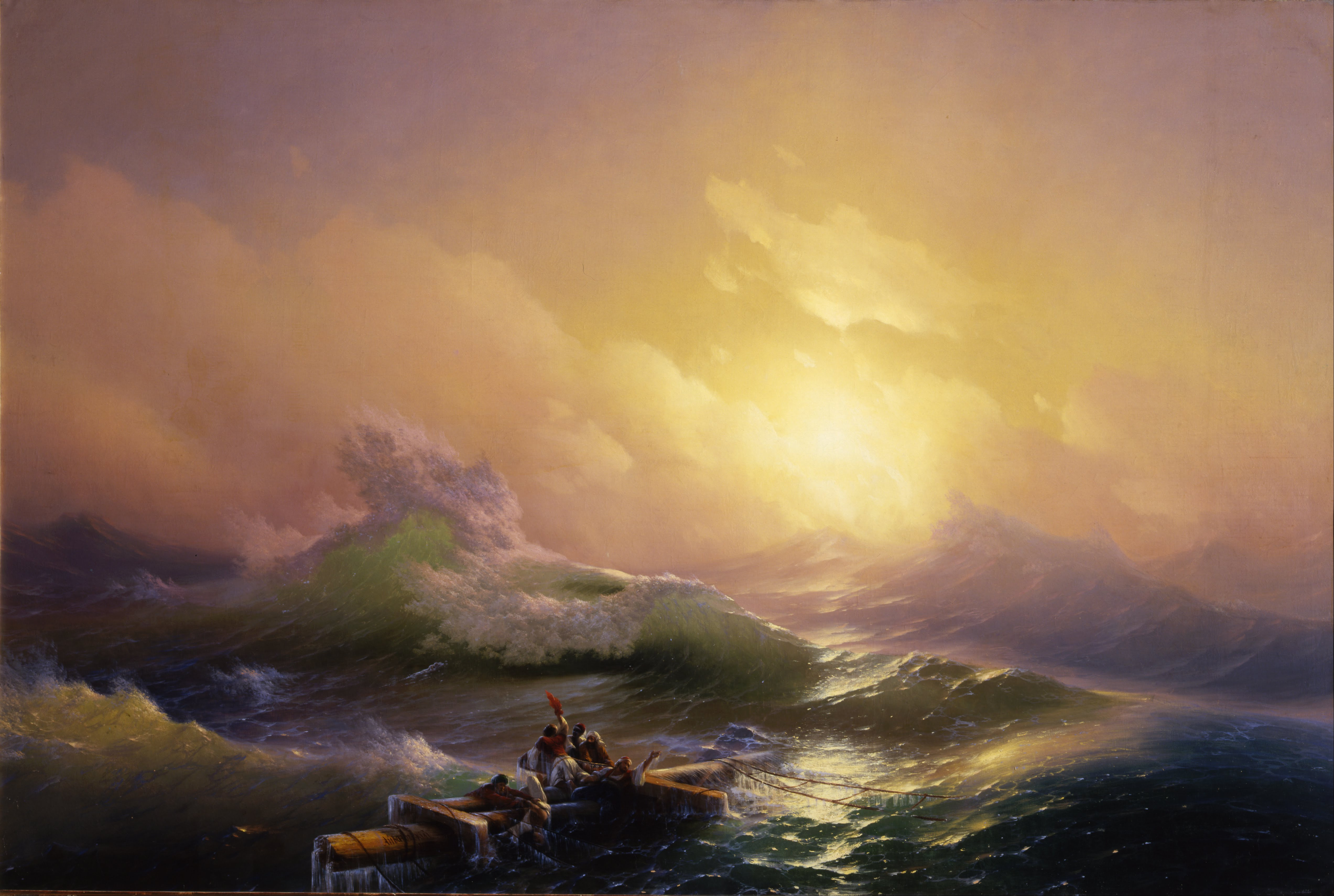
Il pittore russo di origine armena Ivan Ajvazovskij fu uno dei più popolari e prolifici del suo tempo.Ivan Ajvazovskij, La nona onda (1850)

## Pittura storica e religiosa
Lo storico René Huyghe si chiede se sia corretto se considerare Karl Brjullov e Aleksandr Ivanov come romantici russi, in quanto entrambi si sono distinti sia nella pittura storica, sia nella pittura religiosa. In ogni caso, l'opera di entrambi deriva da quanto appreso in Occidente. Entrambi sono prigionieri di un pathos declamatorio, teatrale e ampolloso: Karl Brjullov, nel suo dipinto storico L'ultimo giorno di Pompei, mentre Aleksandr Ivanov nell'opera L'apparizione di Cristo al popolo. Per Huyghe, l'arte di Ivanov non è strettamente romantica perché soffre dell'impossibilità di respirare la vita nei monumenti e nelle ricostruzioni. D'altra parte però, la personalità del pittore Ivanov è indubbiamente romantica, continua Huyghe: è "nelle sue aspirazioni sproporzionate, nella sua dolorosa impotenza, un fratello di La ricerca dell'assoluto, uno strano eroe de I racconti di Hoffmann".

Karl Brjullov, Gli ultimi giorni di Pompei (1827-1833)
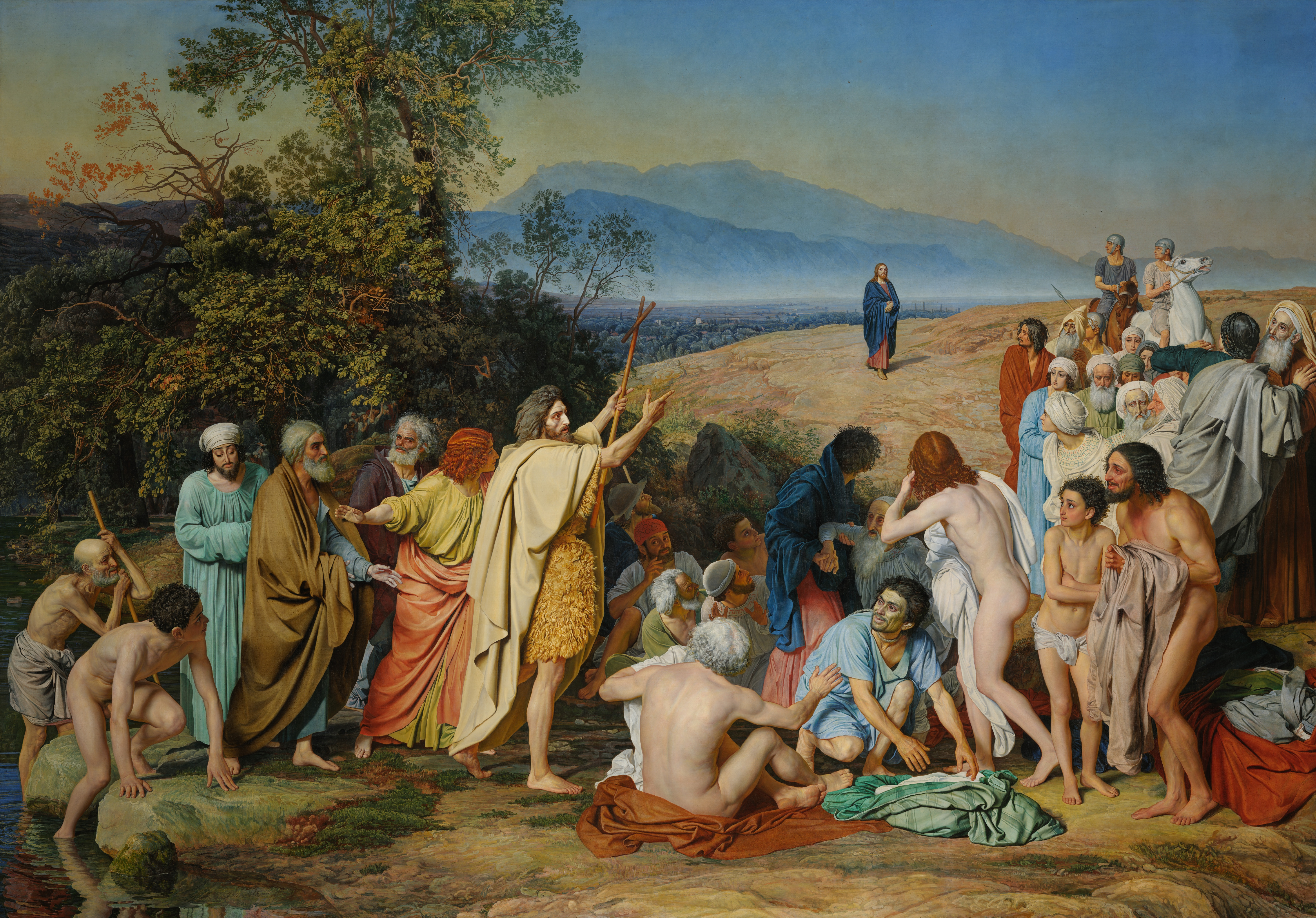
Aleksandr Ivanov, L'apparizione del Messia al popolo (1837-1857)

Lo storico Louis Réau, da parte sua, descrive attentamente l'incontro con Ivanov, avvenuto intorno al 1850, pochi anni prima della sua morte: Ivanov abbandona tutto l'accademismo e fa schizzi su scene di storia sacra, in cui crea liberamente al di fuori di qualsiasi convenzione. Per Réau, il capolavoro di Ivanov è una delle più notevoli opere d'arte europea su argomenti biblici. Ma il suo accademismo romantico non affonda le sue radici nel suolo russo . 

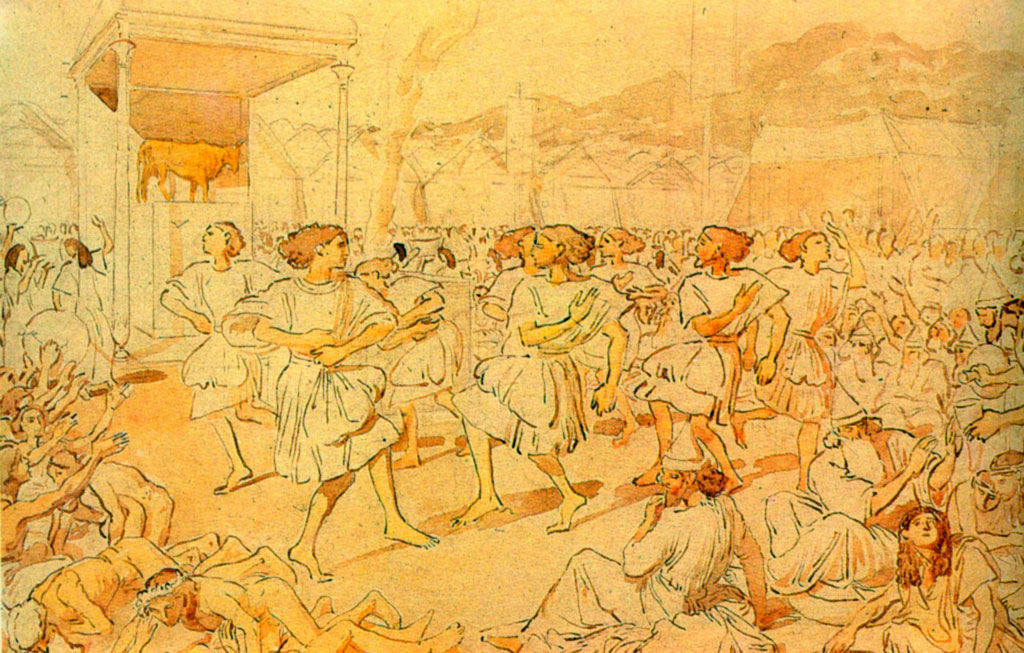
Aleksandr Ivanov, L'adorazione del vitello d'oro